# 반촌로
반촌로(Banchon-ro)는 충청남도 당진시 송악읍 당진산업단지 사거리에서 당진시 송악읍 광명간이교차로를 잇는 도로이다.

## 주요 경유지
충청남도
- 당진시 (당진동 - 송악읍)

## 노선
| 이름                  | 접속 노선              | 소재지 | 소재지 | 비고                 |
| --------------------- | ---------------------- | ------ | ------ | -------------------- |
| 당진산업단지 사거리   | 국도 제32호선 (서해로) | 당진시 | 당진동 |                      |
| 읍행정복지센터 오거리 |                        | 당진시 | 송악읍 |                      |
| 송악 교차로           | 현대제철로             | 당진시 | 송악읍 | 지방도 제633호선구간 |
| 가마곶 교차로         | 국도 제32호선 (서해로) | 당진시 | 송악읍 | 지방도 제633호선구간 |
| 반촌 교차로           | 국도 제32호선 (서해로) | 당진시 | 송악읍 |                      |
| 광명간이 교차로       | 광명길 조비실길        | 당진시 | 송악읍 |                      |

## 주요 시설및 건물
- CU 당진기지시점 (반촌로 93/기지시리 155-27)
- KT 홍S컴퍼니 당진송악점 (반촌로 101/기지시리 153-8)
- 이디야커피 당진기지시점 (반촌로 103/가힉리 690)
- GS25 당진이편한점 (반촌로 103/가힉리 690)
- 송악읍 행정복지센터 (반촌로 150/반촌리 821-7)
- 농협 송악농협 하나로마트 (반촌로 150/반촌리 821-7)
- HD현대오일뱅크 당진IC주유소 (반촌로 200/반촌리 795-5)
- 세븐일레븐 당진IC점 (반촌로 225/반촌리 754-1)
- S-OIL 반촌주유소 (반촌로 233/반촌리 399-4)
- 한국도로공사 당진지사 (반촌로 236/반촌리 88-8)
- GS25 당진IC점 (반촌로 241/반촌리 395-1)